# Дьяково (Владимирская область)
Дьяково — упразднённое село в Александровском районе Владимирской области России.

## География
Урочище находится в северо-западной части области, в зоне хвойно-широколиственных лесов, на правом берегу реки Киржелки, на расстоянии примерно 24 километров (по прямой) к северо-западу от города Александрова, административного центра района.

### Климат
Климат характеризуется как умеренно континентальный, с умеренно тёплым летом, холодной зимой, короткой весной и облачной, часто дождливой осенью. Среднегодовая температура воздуха — +3,4 °C. Годовое количество атмосферных осадков — 549 миллиметров, из которых большая часть выпадает в тёплый период.

## История
В «Списке населенных мест Владимирской губернии по сведениям 1859 года» населённый пункт упомянут как погост Переславского уезда, расположенная на речке Кижилке, в 26 верстах от уездного города. имелось 2 двора и проживало 17 человек (8 мужчин и 9 женщин).
По состоянию на 1905 год, в селе Дьяково имелось 3 двора и проживало 9 человек. В административном отношении входило в состав Вишняковской волости.

## Троицкая церковь
В 1678 году местный вотчинник Ерофей Семёнов Лутковский построил здесь деревянную церковь во имя Живоначальной Троицы с приделами во имя святого пророка Илии и Николая Чудотворца. В приход новой церкви вошли двор вотчинников и 14 бобыльских дворов.
В 1769 году церковь сгорела и на том же месте была построена новая деревянная церковь, освящённая также во имя Пресвятой Троицы. В 1855 году вместо деревянной церкви был возведён каменный храм.